# غوردون براون (لاعب كرة قدم مواليد 1979)
غوردون براون (بالإنجليزية: Gordon Brown)‏ هو لاعب كرة قدم بريطاني في مركز الوسط، ولد في 21 أكتوبر 1979. لعب مع سانت جونستون ونادي إيست فيف.

## وصلات خارجية
- غوردون براون (لاعب كرة قدم مواليد 1979) على موقع Soccerbase.com (لاعب) (الإنجليزية)